# Horthy István (kormányzóhelyettes)
Vitéz nagybányai Horthy István (Póla, 1904. december 9. – Alekszejevka, 1942. augusztus 20.) magyar politikus és katona. Horthy Miklós kormányzó idősebb fia, kormányzóhelyettes, gépészmérnök, repülő főhadnagy, a MÁV elnökigazgatója.

## Élete és politikája

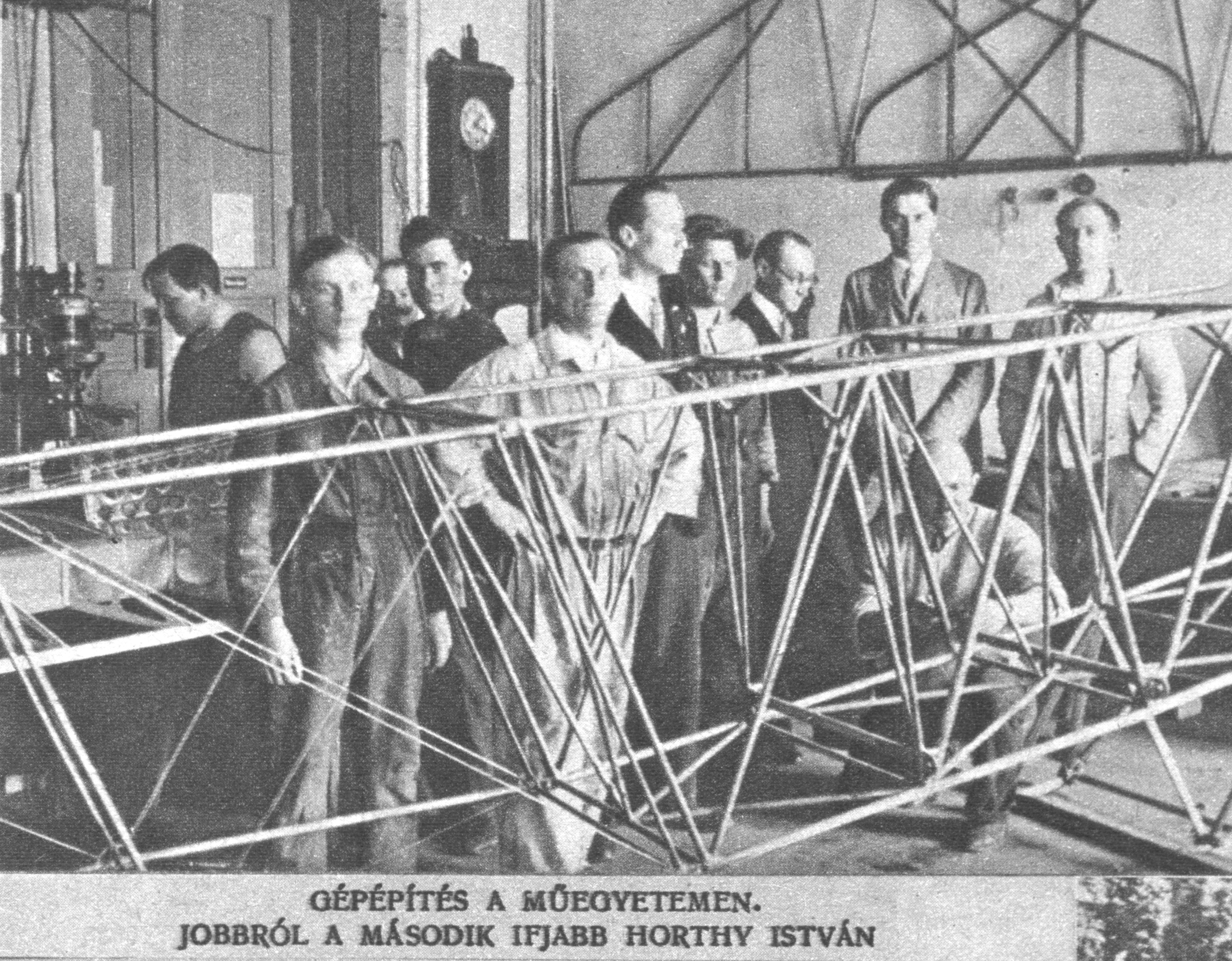
Repülőgép építés a Műegyetemen. Jobbról a második Horthy István

Középiskolai tanulmányait Bécsben, Badenben és Budapesten végezte. Már középiskolás diákként megtanult franciául, angolul és németül, ami később nagy mértékben megkönnyítette számára a külföldi utazásainál, hogy széleskörű tapasztalatokra és ismeretekre tegyen szert. 1918 augusztusában a Fiumei Haditengerészeti Akadémia növendéke lett és már itt megismerkedett a gépek és a hajók, technikai berendezéseivel. Katonai szolgálatra önként jelentkezett és 1926-ban vonult be az I. Ferenc József Jászkun 1. honvéd huszárezredhez. Azonban nem hosszú ideig maradt itt,mert már régen rendkívüli mértékben érdeklődött a repülés iránt, jól ismerte a motorkezelést is, úgyhogy rövidesen jelentkezett pilótakiképzésre. A pilóta kiképzésen gyorsan haladt előre, kitűnő minősítéssel tette le a tartalékostiszti vizsga elméleti részét és 1926 októberében ennek alapján karpaszományos címzetes tizedessé léptették elő. Önként jelentkezett a fegyvergyakorlatokra is és így többször bevonult a következő esztendők során. Az első fegyvergyakorlat alatt már letette a harmadfokú pilótavizsgát, aminek következtében repülőgép vezetővé nevezték ki és megkapta a repülőjelvényt, a koronával díszített sast. Második fegyvergyakorlatának sikeres elvégzése után, 1929-ben emléklapos repülőhadnaggyá nevezték ki. Három évvel később elvégezte a vízi repülőgép-vezetői tanfolyamot is.1939 januárjában lett tartalékos repülőfőhadnagy. Vadászpilótaként részt vett a felvidéki bevonulásban és a Kárpátalja visszacsatolásánál folytatott hadműveletekben is.
1924-ben beiratkozott a József Nádor Műszaki és Gazdaságtudományi Egyetemre, ahol 1928-ban gépészmérnök diplomát szerzett, majd a Weiss Manfréd gyár repülőmotor osztályán helyezkedett el. A következő évben amerikai útra indult, a Ford gyárban dolgozott, először egyszerű munkásként, később tervezőmérnökként. Hazatérte után MÁVAG gyárban dolgozott. A tervezőcsoport élén sok nagyobb fejlesztésben vett részt. 1934-től 1938-ig cégvezetője, 1938-tól 1940. június 1-jéig vezérigazgatója volt a cégnek. Egy sürgős és fontos külföldi megrendelés ügyében 100 lóerős sportrepülőgépével teljesen egyedül, rekordidő alatt Bombay-ba repült, személyesen letárgyalta az ügyet, majd ugyancsak minden kíséret nélkül tért haza. A  6500 kilométeres utat kevesebb, mint négy nap alatt repülte le. 1940. június 1-jétől a MÁV elnöke. Kinevezésével a magyar kormány hosszú hagyományt tört meg, ti. először került a MÁV élére nem vasúti szakember. Varga József kereskedelmi miniszter Horthy István kinevezését emberi kvalitásaival indokolta: "A Magyar Államvasutak új elnökének megválasztásánál különös figyelemmel kellett lennünk arra, hogy aránylag fiatal, de elméletileg és gyakorlatilag egyaránt fiatal, tetterős és munkabíró egyén kerüljön az Államvasutak élére".
1940. április 27-én házasodtak össze gróf Edelsheim-Gyulai Ilonával. 1941. január 17-én megszületett fiuk, ifj. vitéz nagybányai Horthy István.
1940 novemberében Jász-Nagy-Kun-Szolnok vármegye felsőházi taggá választotta. 1941. július 4-én államtitkári kinevezést kapott és megkapta a Magyar Érdemrend középkeresztje a csillaggal kitüntetést. A politikai elitet nyomasztotta a kormányzói hely utódlásának kérdése a 40-es évek elején Horthy Miklós betegeskedése miatt. A kormányzóhelyettesi intézmény bevezetéséről szóló 1942: II. törvénycikk elfogadása után, 4 nappal később közfelkiáltással választották meg Horthy Istvánt – csak a szélsőjobboldal tiltakozott.  Az országban a "kiskormányzó" igen nagy népszerűségnek örvendett, angolbarát politikája egyedülálló volt a térségben. Az országot háborúba vivő Bárdossy László miniszterelnök lemondása után a politikai szövetségesnek számító Kállay Miklóst helyezte miniszterelnöki posztra a kormányzó. A vezetés készülődött az átállásra.
Horthy István 1942-ben vadászpilótaként saját kezdeményezésére a keleti frontra került. Indoklása szerint nem érezte volna magát jogosultnak a hadsereg majdani irányítására háborús tapasztalatok nélkül. Május 1-én kezdte meg katonai szolgálatát és a harcokban többször is kitüntette magát. Az augusztus 8-i 15.számú magyar hadijelentéshez fűzött kiegészítés megemlítette, hogy "a kormányzóhelyettes gépe több találatot kapott,de a kormányzóhelyettes sértetlen maradt."

## Halála

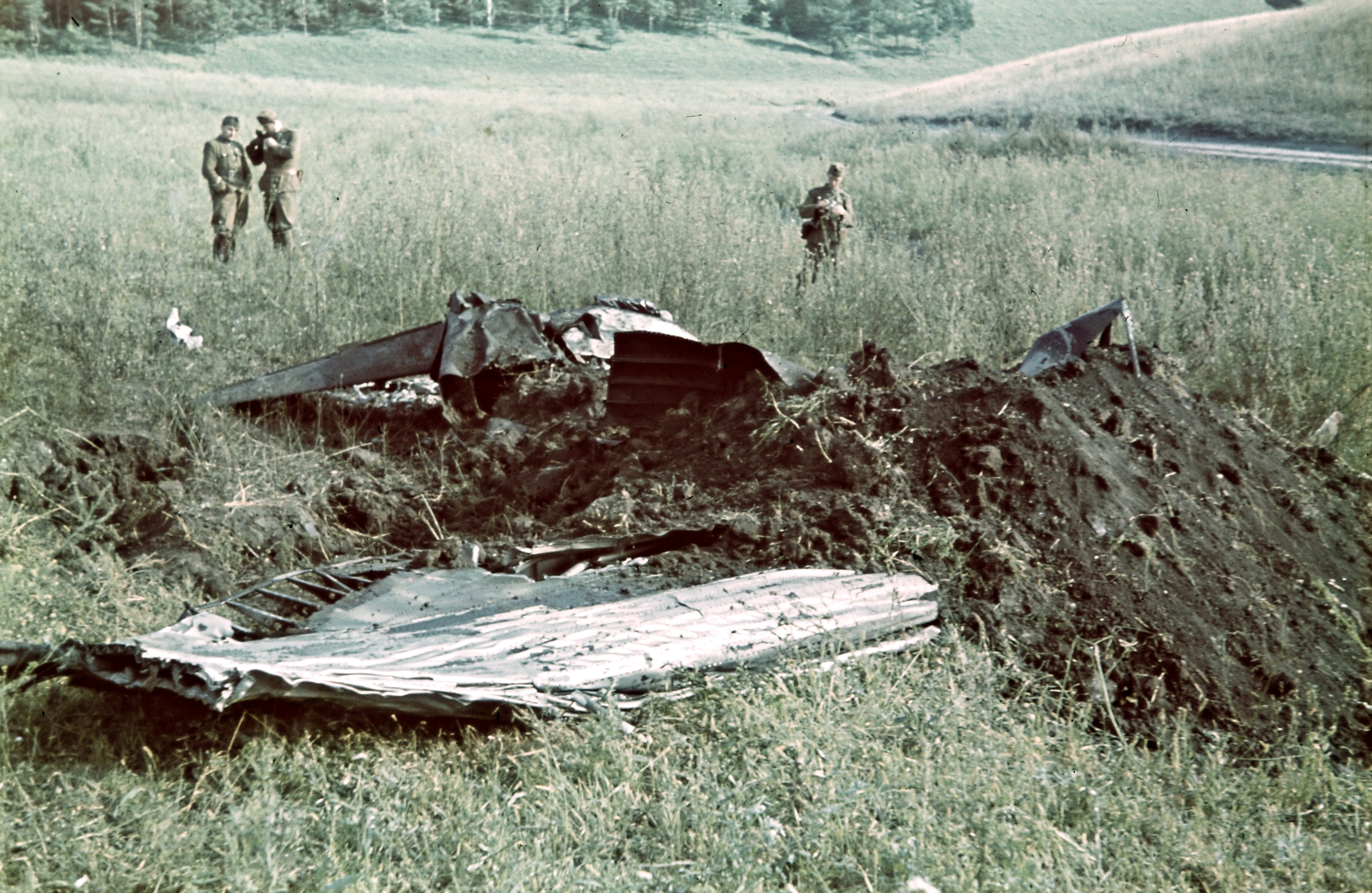
Horthy István gépének roncsa a lezuhanás után

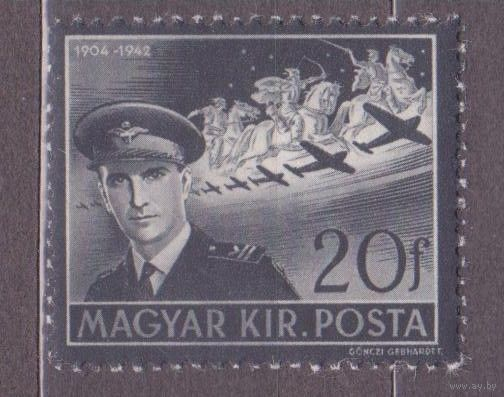
Horthy István kormányzóhelyettes emlékbélyeg

A frontszolgálat alatt már feleségével is megosztotta azt az álláspontját, hogy a németek már elvesztették a háborút. Hazatérte után Angliába vagy az Egyesült Államokba ment volna, hogy kapcsolatai révén előkészítse az ország átállását a szövetséges oldalra, összhangban Kállay Miklós miniszterelnök politikájával.
A magyar politikai vezetés döntése értelmében augusztus 20-át követően Horthy István vadászpilóta-beosztása megszűnt volna, és kormányzóhelyettesi minőségében először protokolláris feladatokat látott volna el a keleti fronton, majd visszatért volna Magyarországra. A visszahívó parancs késéssel érkezett a frontra, de megkapta még 19-én. Emiatt másnap nem vehetett volna részt bevetésen – de felettese nem tudott róla, ő meg nem jelentette. Egy korábbi légi győzelme mellé feltehetően befejezésnek szánta az aznapi bevetést, mivel az a 25. bevetése lett volna.
Deaktiválása előtti utolsó bevetésén a Belgorodi területen fekvő Alekszejevka város közelében, Ilovka falunál 1942. augusztus 20-án hajnali 5 óra 7 perckor, röviddel a felszállás után Héja típusú vadászgépével lezuhant.
Halálhíréről az ország augusztus 20-án délben a rádióból értesült, a hír hallatán sok helyen a Szent István ünnepére felvont nemzeti lobogók mellé felvonták a fekete zászlót is. A kormány rendkívüli minisztertanácsot tartott, ahol elhatározták az országos gyász elrendelését. Keresztes-Fischer Ferenc belügyminiszter rendeletet adott ki, amelynek értelmében további intézkedésig minden színházi és mozielőadás, hangverseny, gyűlés, vagy bármilyen egyéb tömegmegmozdulás szünetelt.
Halála után Szendy Károly Budapest polgármestere 8 napos gyászt rendelt el a fővárosban és elrendelte az épületekre a fekete lobogók kihelyezését.
A katasztrófát követő vizsgálat után holttestét különvonattal hazahozták Magyarországra. A különvonat 1942. augusztus 25.-én érkezett haza Magyarországra, a kormány nevében Kassán Radocsay László igazságügy miniszter vette át a nemzet hősi halottját. Gyászszertartása 1942. augusztus 27-én zajlott le az Országház kupolacsarnokában, amelyen többek között részt vett Joachim von Ribbentrop német és Galeazzo Ciano olasz külügyminiszter is. A gyászbeszédet Ravasz László dunamelléki református püspök mondta. A koporsót a szertartás után ágyútalpon a Nyugati pályaudvarra vitték. Innen a Turán különvattal Kenderesre szállították, ahol a családi kriptában helyezték örök nyugalomra.
Halálakor a Magyar Posta tiszteletére emlékbélyeget bocsátott ki és az akkori állami filmhíradó is különkiadással emlékezett meg a Kormányzóhelyettesről "Csaba útján" címmel.
Balesete után, többek között amiatt a tény miatt, hogy náciellenes volt, mely véleményét időnként nem is rejtette véka alá, a halálának okához sokféle legendát és találgatást fűztek. Még felesége sem hitte el a német merénylet lehetőségét annak ellenére, hogy tudott arról, a németek lehallgatták a férjével folytatott utolsó beszélgetését, amelyben a kiugrási lehetőségekről beszéltek. A legendák egy része arról szólt, hogy részegen szállt fel a névnapi ünnepsége után, azonban István reformátusként nem augusztus 20-án ünnepelte névnapját, valamint frontszolgálat alatt sohasem ivott.
 A német merénylet elméletét gyengíti az is, hogy Hitler magánbeszélgetésében is sajnálatát fejezte ki az eset miatt, ugyanis szerinte a fiatal Horthy „a belső stabilitást jobban biztosította volna”.
Ismert volt a Héja vadászgép rossz repülési tulajdonsága. A gépek nehéz motorjához és légcsavarjához rövid törzs tartozott, utólag kaptak kiegészítő páncélozást, emiatt farnehezek voltak, szűk fordulóból gyakran dugóhúzóba estek. Horthy István, aki gyors átképzést követően került a típusra, nem rendelkezett kellő gyakorlattal a Héják vezetésében, valamint az utólag beépített páncélzat miatt megváltozott repülési tulajdonságokról a pilótákat nem tájékoztatták, holott a hatóságoknak erről tudomása volt. Sokat repült, tapasztalt, jó pilóta volt, de tapasztalatait más, a Héjától nagymértékben eltérő konstrukciójú gépeken szerezte és 37 évesen már nem biztos, hogy rendelkezett a vadászgépek vezetéséhez szükséges fizikai kondícióval. Repülőtársa elmondása szerint egy alacsonyan végzett, szűk kanyar okozta a balesetet.

A baleset után a német reakció is rendkívül gyors volt: özvegyét, gróf Edelsheim Gyulai Ilonát a németek Hitler főhadiszállására szállították, ahol a Führer személyesen szeretett volna részvétet nyilvánítani. Miután az özvegy nem kívánt találkozni vele, különgéppel szállították haza.

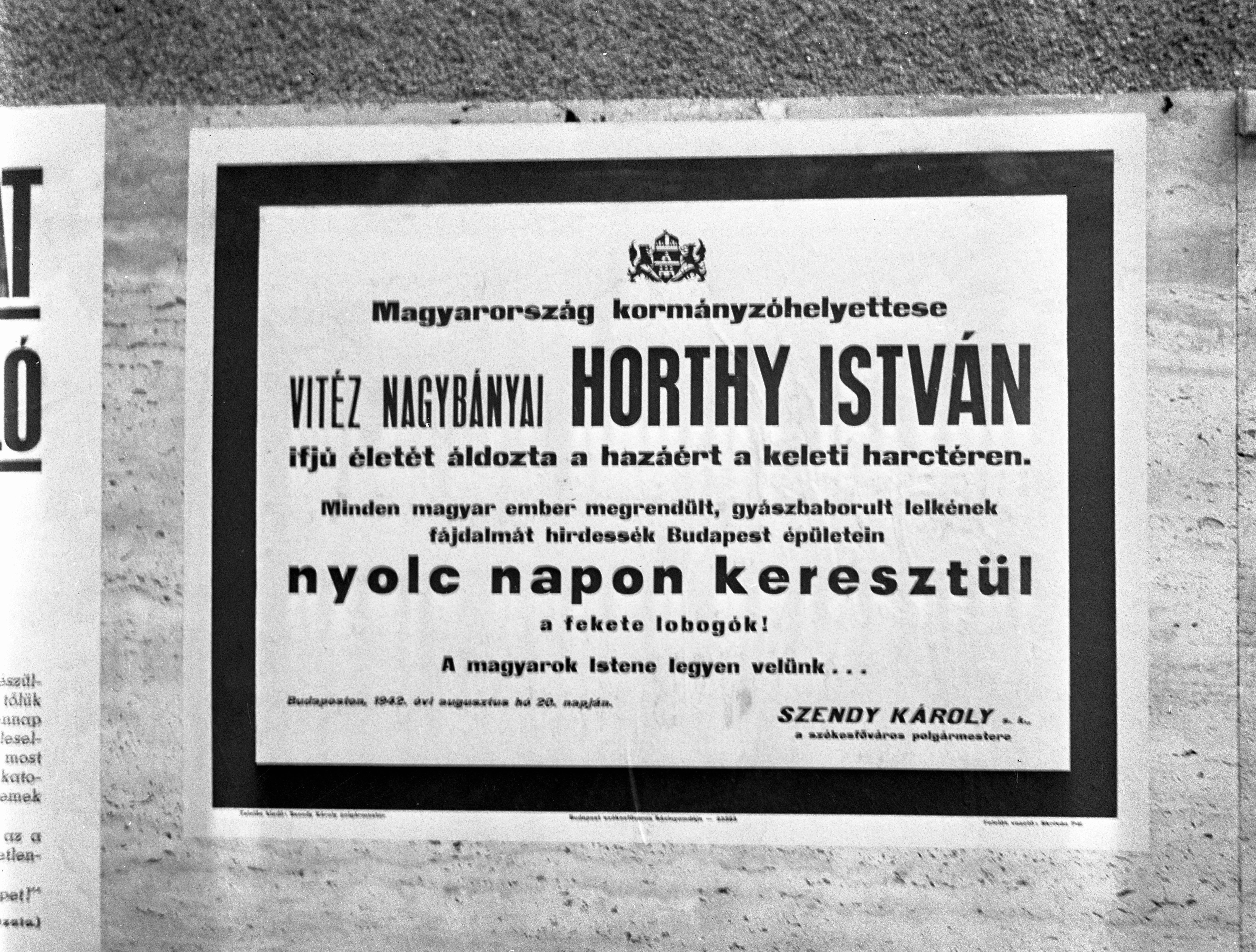
Horthy István gyászjelentése Budapest, 1942